# Affaire Bofors
 (septembre 2018).
Si vous disposez d'ouvrages ou d'articles de référence ou si vous connaissez des sites web de qualité traitant du thème abordé ici, merci de compléter l'article en donnant les références utiles à sa vérifiabilité et en les liant à la section « Notes et références ».
L'affaire Bofors est une importante affaire de corruption qui eut lieu en Inde en 1986.

## Description
Soupçonné de corruption, le groupe suédois d'armement Bofors aurait versé pour plus de 40 millions de dollars en pots-de-vin à des fonctionnaires gouvernementaux et à des hommes politiques indiens, y compris le Premier ministre Rajiv Gandhi, afin d'obtenir l'adjudication d'un important contrat d'équipement de l'armée indienne. Le marché portait sur l'achat de 410 obusiers de campagne de 155 mm d'une valeur totale de 1,4 milliard de dollars. Une partie des pots-de-vin aurait transité par des comptes bancaires à Zurich et à Genève.
L'importance des sommes impliquées dans cette corruption était sans commune mesure avec ce que l'Inde avait connu jusqu'alors et entraîna la chute du gouvernement de Rajiv Gandhi.